# Андрусенко, Вероника Андреевна
Верони́ка Андре́евна Андрусенко (род. 20 января 1991, Михайловка, Волгоградская область) — российская пловчиха, чемпионка Европы 2012 года на короткой воде, многократная чемпионка России на длинной (50 м) и короткой (25 м) воде. Действующая рекордсменка России на короткой воде на дистанциях 200 м баттерфляем (2011), а также в эстафетном плавании 4×100 м вольным стилем, 4×200 м вольным стилем, 4×100 м комб. (2010); на длинной воде — на 100 м и 200 м вольным стилем (2011), в эстафете 4×100 м вольным стилем (2010 г.). Экс-рекордсменка мира в эстафете 4 × 50 м вольным стилем и в комбинированной эстафете 4 × 100 м. Заслуженный мастер спорта России.

## Биография

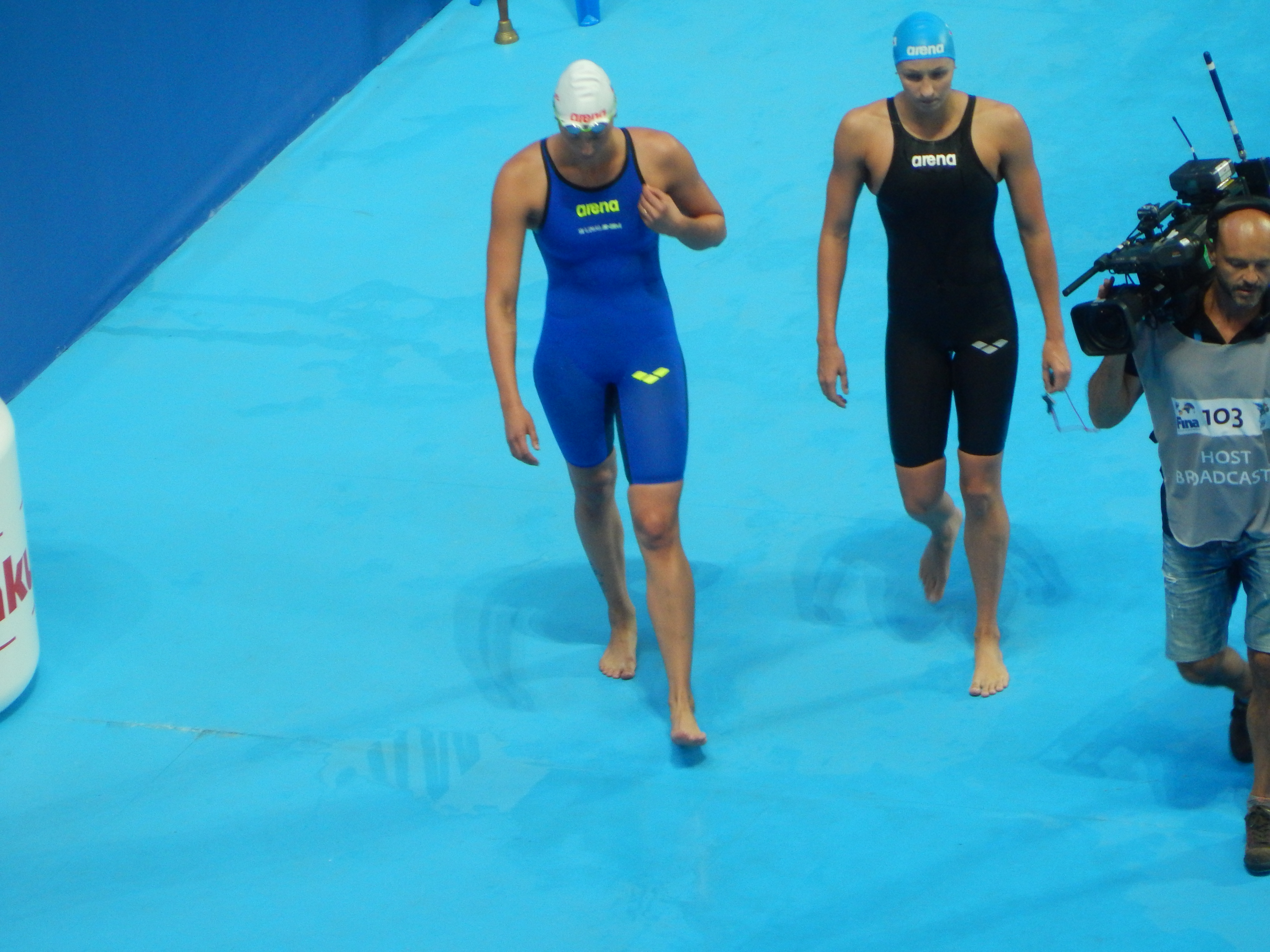
Вероника и Виктория Андреева в Казани

Начала заниматься плаванием в 8 лет по настоянию врачей для коррекции осанки. Занималась в СДЮСШОР города Невинномысска, Ставропольского края под руководством Татьяны Стояновны Добревой.
В 2008 году поступила на тренерский факультет в Национальный государственный университет физической культуры, спорта и здоровья имени П. Ф. Лесгафта в Санкт-Петербурге. Любимые занятия Вероники вне спорта — это вышивка, чтение.
На летней Универсиаде 2013 года в Казани в составе сборной России Виктории Андреевой, Маргариты Нестеровой и Дарьи Белякиной выиграла золото в эстафете 4×100 м вольным стилем. Через два дня завоевала серебряную медаль на дистанции 100 м вольным стилем. Через день в составе сборной России Дарьи Белякиной, Елены Соколовой и Виктории Андреевой выиграла серебро в эстафете 4×200 м вольным стилем. 15 июля 2013 года выиграла серебро на дистанции 200 м вольным стилем. На следующий день в составе сборной России Анастасии Зуевой, Юлии Ефимовой и Виктории Андреевой завоевала золото в комбинированной эстафете 4×100 м.
На чемпионате мира 2013 года в Барселоне Вероника в составе российской эстафетной четвёрки завоевала бронзу в комбинированной эстафете 4×100 м. На 100 м в/с в полуфинале заняла 9 место с результатом 54,15, не пробившись в финал, на 200 м не пробилась в полуфинал. В составе команды России заняла 6-е место в эстафете 4×100 м в/с и 9-е (не пройдя в финал) — в эстафете 4×200 м в/с.
Спустя 2 года в Казани на 100 м в отборочных соревнованиях заняла вместе с Александрой Герасименей 16-е место, но отказалась от переплыва и не вышла в полуфинал. На 200 м в/с пробилась в финал, в котором заняла 4 место с результатом 1:56,16. Участвовала в эстафетах, не попав в финал на 4×100 м в/с, 4×200 м в/с и комбинированной 4×100 м и став 4-й в смешанной 4×100 м в/с и 5-й в смешанной комбинированной 4×100 метров.
Участвовала на олимпийских играх в Рио, где на 100 м в/с не смогла пробиться в полуфинал, а на 200 м стала 9-й с результатом 1:57,22. В эстафете 4×100 м в/с сборная России не пробилась в финал.
На чемпионате мира 2017 на 200 м в/с в полуфинале установила рекорд России, проплыв дистанцию за 1:55,08. В финале с результатом 1:55,26 стала лишь 4-й, уступив всего 0,08 разделившим 2-е место Кэти Ледеки и Эмме Маккеон. Сразу после этого заплыва участвовала в финале комбинированной смешанной эстафеты 4×100 м, в которой команда России заняла 6-е место. В эстафете 4×200 м в/с в составе российской четверки заняла 4-е место, уступив австралийкам те же самые 0,08. В последний день соревнований вместе с Анастасией Фесиковой, Юлией Ефимовой и Светланой Чимровой серебряную медаль в комбинированной эстафете.
В сентябре 2017 года вышла замуж за российского пловца Вячеслава Андрусенко.

## Награды
- Заслуженный мастер спорта России (1 июля 2013 года)[10].
- Почётная грамота Президента Российской Федерации (19 июля 2013 года) — за высокие спортивные достижения на XXVII Всемирной летней универсиаде 2013 года в городе Казани[11].